# Fritze Carstensen
Fritze Wulff Carstensen (* 18. Juli 1925 in Aarhus als Fritze Nathansen; † 5. August 2005 in Lyngby-Taarbæk Kommune) war eine dänische Schwimmerin. Sie war zweifache Schwimmeuropameisterin und gewann bei den Olympischen Sommerspielen 1948 in London eine Silbermedaille mit der 4-mal-100-Meter-Freistilstaffel.

## Leben
Carstensen begann ihre Karriere in ihrer Heimatstadt Aarhus bei der dortigen Gymnastikforening (dt.: Turnvereinigung). 1943 gewann sie ihre erste dänische Meisterschaft über 100 Meter Freistil.
Ihr erster großer internationaler Erfolg war der Weltrekord über 100 Yards Rücken, den sie in einer Zeit von 59,4 Sekunden aufstellte. Carstensen nahm an den Schwimmeuropameisterschaften 1947 in Monte Carlo teil. Dort gewann sie Gold über 100 Meter Freistil und mit der Staffel in der Besetzung Elvi Svendsen, Karen Harup und Greta Andersen eine weitere Goldmedaille über 4 × 100 Meter Freistil. Über 400 Meter Freistil wurde sie Fünfte.
Bei den Olympischen Sommerspielen 1948 in London gewann sie gemeinsam mit Eva Arndt, Harup und Andersen die Silbermedaille in der 4-mal-100-Meter-Freistilstaffel. Im Halbfinale über 100 Meter Freistil qualifizierte sie sich mit der zweitbesten Zeit hinter Greta Andersen für den Endlauf. Im Finale belegte sie den letzten Platz, während Andersen Olympiasiegerin wurde. Über 400 Meter Freistil erreichte sie ebenfalls das Finale, wo sie den vorletzten Platz belegte. Siegerin wurde die US-Amerikanerin Ann Curtis, mit der sie sich als Schlussschwimmerin der Staffel einen packenden Zweikampf um Gold lieferte und nur knapp unterlag.